# Johann Georg Witthauer (Komponist)

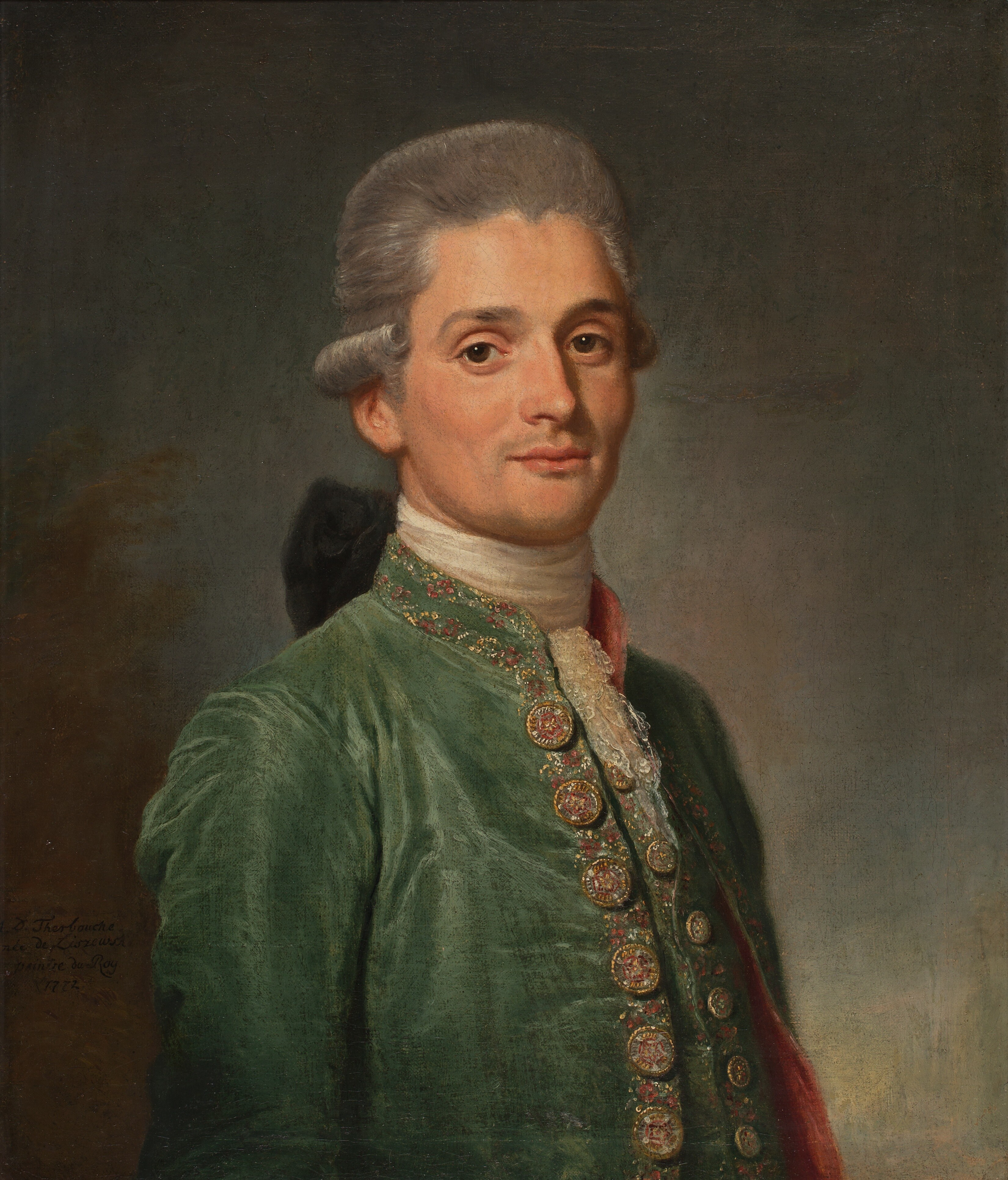
Johann Georg Witthauer, Porträt von Anna Dorothea Therbusch (1772)

Johann Georg Witthauer (* 19. August 1750 in Neustadt an der Haide, heute Neustadt bei Coburg; † 7. März 1802 in Lübeck) war ein deutscher Musikpädagoge, Komponist und Kirchenmusiker.

## Leben und Wirken
Witthauer wurde zunächst Schüler von Jakob Adlung in Erfurt, dann von Georg Simon Löhlein in Leipzig. Er wirkte als Klaviermeister und -lehrer am herzoglichen Hof in Mitau bei Herzogin Dorothea von Kurland und ihrer Schwester Elisa von der Recke. Für weitere Studien kam er zu Carl Philipp Emanuel Bach nach Hamburg. Nach einer Zeit als Privatlehrer in Berlin Anfang der 1790er Jahre wurde er 1797 zum Organisten und Werkmeister der Jakobikirche in Lübeck berufen, wo er bis zu seinem frühen Tod blieb. Seine Grabschrift verfasste Christian Adolph Overbeck.
Er war verheiratet mit Catharina Maria, geb. Limpricht. Der gleichnamige spätere Forstinspektor Johann Georg Witthauer (1799–1876) und der Redakteur und Herausgeber Friedrich Witthauer (1793–1846) waren ihre Söhne. Von den Töchtern heiratete die älteste, Maria Dorothea Charlotte (1786–1825), die nach dem Tod des Vaters bei Elisa von der Recke aufwuchs, 1811 in Berlin Christian August Heinrich Clodius; Anna Elise (1789–1871) heiratete Wilhelm Crusius.

## Werke
- 6 Sonaten für Klavier. Hamburg 1783
- Sammlung vermischter Clavier- und Singstücke. 4 Teile Hamburg 1786
- 6 Sonaten für Klavier. Hamburg 1788
- 6 Klaviersonaten für Liebhaber und angehende Klavierspieler. Sammlung 1 und 2. Berlin 1792 und 1793

1791 gab Witthauer die viel gebrauchte Klavierschule seines Lehrers Löhlein in fünfter, überarbeiteter Auflage heraus:
- Georg Simon Löhleins Clavier-Schule, oder kurze Anweisung zum Clavierspielen und dem Generalbasse: mit practischen Beyspielen. Jena: N.S. Fromanns Erben 1791

Autographen von Liedern und Gesängen für eine Singstimme und Pianoforte werden in der Lübecker Stadtbibliothek verwahrt.